# Texananus marmor
Texananus marmor är en insektsart som beskrevs av Sanders och Delong 1923. Texananus marmor ingår i släktet Texananus och familjen dvärgstritar. Inga underarter finns listade i Catalogue of Life.